# Гомберг (Берн)
Гомберг (нім. Homberg BE) — громада  в Швейцарії в кантоні Берн, адміністративний округ Тун.

## Географія
Громада розташована на відстані близько 26 км на південний схід від Берна.
Гомберг має площу 6,5 км², з яких на 4,3% дозволяється будівництво (житлове та будівництво доріг), 63,4% використовуються в сільськогосподарських цілях, 31,9% зайнято лісами, 0,3% не є продуктивними (річки, льодовики або гори).

## Демографія
2019 року в громаді мешкало 502 особи (+0,4% порівняно з 2010 роком), іноземців було 3%. Густота населення становила 77 осіб/км².
За віковим діапазоном населення розподілялося таким чином: 27,3% — особи молодші 20 років, 55,8% — особи у віці 20—64 років, 16,9% — особи у віці 65 років та старші. Було 197 помешкань (у середньому 2,5 особи в помешканні).
Із загальної кількості 166 працюючих 84 було зайнятих в первинному секторі, 24 — в обробній промисловості, 58 — в галузі послуг.